# Tuzin. Perasagruzka
Tuzin. Perasagruzka (belarussisch Тузін. Перазагрузка) ist ein Kompilationsalbum von einem Dutzend belarussischer Bands und Solisten, die normalerweise in den russischen, englischen und italienischen Sprachen singen, ihre Songs jedoch in der belarussischen Sprache coverten. Die CD wurde von der öffentlichen Bewegung „Werden Belarusians!“ (belarussisch Будзьма беларусамі!) zusammen mit dem Musikportal „Tuzin.fm“ mit Unterstützung der Weltvereinigung der Belarussen „Vaterland“ und Belaruskaje Radyjo Razyja im Dezember 2009 veröffentlicht. Die Idee des Projekts stammt von Sjarhej Budkin.

## Tracklisting
| Nr. | Titel                                   | Text                                                | Musik                                      | Original                                                                   | Länge |
| --- | --------------------------------------- | --------------------------------------------------- | ------------------------------------------ | -------------------------------------------------------------------------- | ----- |
| 1.  | У свеце не адны (Atlantica)             | Wital Woranau                                       | Alex David                                 | It’s Not About Us                                                          | 3:39  |
| 2.  | Бяжы (Nastassja Schpakouskaja, Naka)    | Sjarhej Balachonau                                  | Naka                                       | Беги                                                                       | 3:23  |
| 3.  | У неба (Nestandartny Wariant)           | Sjarhej Balachonau                                  | Dmitry „Mich“ Michnewitsch, A. Piraschenka | В небе                                                                     | 3:59  |
| 4.  | Новы мост (Bieńka, Serebrjanaja Swadba) | Bieńka, Sjarhej Balachonau, Wiktoryja Daschkewitsch | Serebrjanaja Swadba                        | Новый мост                                                                 | 4:25  |
| 5.  | Маці (Serdze Duraka)                    | Zimafej Jarawikou                                   | Zimafej Jarawikou                          | – (Neu Lied, die absichtlich für das Kompilationsalbum geschrieben wurde.) | 2:34  |
| 6.  | Пад купалам нябёс (The Stokes)          | Hleb Labadsenka                                     | The Stokes                                 | Под куполом небес                                                          | 4:08  |
| 7.  | Запалкі (Rita Dakota)                   | Hleb Labadsenka                                     | Rita Dakota                                | Спички                                                                     | 3:44  |
| 8.  | Студзень (Hair Peace Salon)             | Wital Woranau                                       | Hair Peace Salon                           | Ice Age                                                                    | 3:29  |
| 9.  | My Babe (Tanin Jazz)                    | Wital Woranau                                       | Tazzjana Haroschka                         | My Baby                                                                    | 4:21  |
| 10. | Трыюмф волі (Siarhiej Pukst)            | Andrej Chadanowitsch                                | Siarhiej Pukst                             | Триумф воли                                                                | 1:34  |
| 11. | Каханне не ўзнікла (Da Vinci)           | Ales Kamozki                                        | Leanid Schyryn                             | L’amore non esiste                                                         | 3:18  |
| 12. | Чароўны кролік (Juri Demidowitsch)      | Sjarhej Balachonau, Juri Demidowitsch               | Juri Demidowitsch                          | Волшебный кролик                                                           | 2:37  |

## Rezeption
Dmitry Kaldun hob „Чароўны кролік“ von Juri Demidowitsch und „Студзень“ von Hair Peace Salon als die besten Songs des Kompilationsalbums über „Tuzin.fm“ hervor. Tuzin.fm-Experte Sewjaryn Kwjatkouski unterstützte alle Versuche der Künstler, auf Belarussisch zu singen. Auf den Seiten von BelGaseta bemerkte Tatjana Zamirovskaja, dass „belarussischsprachige Lieder von Atlantica und Da Vinci auf derselben Zusammenstellung mit Serebrjanaja Swadba und Tanin Jazz beeindrucken“.
Bei der Verleihung der „Rock Krönung Awards 2009“ (belarussisch Рок-каранацыя 2009) wurde die CD als „Projekt des Jahres“ ausgezeichnet.
Aleh Michalewitsch, Chef von Radio „Staliza“, hob die Zusammenstellung als „eine hervorragende Idee!“ in einem Brief an „Werden Belarusians!“ hervor. Der Chefdirektor von Radio Belarus Naum Halperowitsch dankte für die CD, die „Interesse sicherlich weckte“, ebenfalls. Die Regisseurin des Radiosenders „Kultura“ Kazjaryna Aheewa berichtete, dass die Musikredakteure ihres Radiosenders die hervorragende Qualität der Aufnahmen anerkannten und die Kompositionen daher gerne im Sendernetz ausstrahlten.
Im Jahr 2018 wählte das Musikportal „Tuzin.fm“ zusammen mit Letapis.by den Song „Бяжы“ von Nastassja Schpakouskaja und Naka unter den „60 heutigen Hits in der belarussischen Sprache“, eine Liste der besten Songs, die seit 1988 veröffentlicht wurden, aus.